# Анна Кареніна (фільм, 1997)
«А́нна Каре́ніна» («Anna Karenina») — англо-американський художній фільм 1997 року виробництва компанії «Icon Productions», знятий у Росії (у Москві і Санкт-Петербурзі) британським режисером Бернардом Роузом за участю британських, французьких, канадських, американських і російських акторів на виробничій базі «Ленфільму» і російської студії «ТРИТЕ» за однойменним романом Льва Толстого.

## Сюжет
Росія кінця XIX століття. Одружена дворянка Анна Кареніна під час своєї поїздки до Москви закохується в молодого офіцера Олексія Вронського. Остерігаючись осуду суспільства, вона спершу відкидає його увагу, але Олексій і далі наполегливо залицяється та їде слідом за нею до Санкт-Петербурга. Рятуючись від сірих буднів нещасливого шлюбу, Анна приймає кохання Вронського.
Їхній зв'язок стає явним, і Анна наполегливо просить розлучення в Кареніна, на що чоловік відмовляє. Анна змучена в повсякденній боротьбі з плітками. Вона втрачає надію, коли Вронський збирається на війну. Кареніна сильно переживає втрату сина (він залишився з батьком — побачення заборонені), внутрішня тривога й біль доводять її до відчаю, і вона накладає на себе руки.

## У ролях
- Софі Марсо — Анна Кареніна
- Шон Бін — Олексій Вронський, коханець Анни
- Альфред Моліна — Костянтин Левін
- Міа Кіршнер — Кіті Щербацька
- Джеймс Фокс — Олексій Каренін, чоловік Анни
- Фіона Шоу — графиня Лідія Іванівна
- Денні Г'юстон — Стіва Облонський, брат Анни
- Філліда Ло — графиня Вронська, мати Олексія
- Девід Скофілд — Микола
- Саскія Вікем — Доллі Облонська, дружина Стіви
- Дженніфер Голл — Бетсі Тверська, подруга Анни
- Анна Колдер-Маршалл — княгиня Щербацька
- Петро Шелохонов — Капітонич, дворецький Кареніних
- Найалл Баггі — доктор
- Ентоні Калф — Серпуховський
- Вернон Добчефф — Пєстов
- Стефан Гріфф — Корунський
- Джеремі Шеффілд — Борис
- Джастін Водделл — графиня Нордстон
- Нора Грякалова — княгиня Мягкая
- Валерій Кухарєшин — доктор-фахівець
- Людмила Курєпова — Сорокіна
- Ксенія Раппопорт — Марія
- Ігор Єфімов — слуга
- Андрій Хюннєв — солдат

## Знімальна група
- Режисер — Бернард Роуз
- Продюсер — Брюс Дейві
- Сценарій — Лев Толстой, Бернард Роуз
- Оператор — Дарін Окада
- Композитори — Петро Чайковський, Сергій Рахманінов, Сергій Прокоф'єв